# Échec et Diplomatie
Échec et Diplomatie (A Taste of Armageddon) est le vingt-troisième épisode de la première saison de la série télévisée Star Trek. Vingt-troisième épisode à avoir été produit, il fut diffusé pour la première fois le 23 février 1967 sur la chaîne NBC.
Le capitaine Kirk et M. Spock se retrouvent impliqués dans une guerre que deux planètes mènent depuis 500 ans par le truchement d'ordinateurs interposés.

## Distribution

### Acteurs principaux
- William Shatner : James T. Kirk (VF : Yvon Thiboutot)
- Leonard Nimoy : Spock (VF : Régis Dubost)
- DeForest Kelley : McCoy
- Nichelle Nichols : Uhura
- James Doohan : Scott

### Acteurs secondaires
- David Opatoshu : Anan 7
- Gene Lyons : ambassadeur Robert Fox
- Barbara Babcock : Mea 3
- Miko Mayama : Tamura
- David L. Ross : lieutenant Galloway
- Sean Kenney : lieutenant DePaul
- Robert Sampson : Sar 6

## Résumé
L'Enterprise transporte une mission diplomatique visant à amener l'ambassadeur Robert Fox sur la planète Eminiar VII afin d'établir un dialogue avec son gouvernement. Toutefois peu d'informations sur la planète sont disponibles et le seul vaisseau à avoir établi un contact fut l'USS Valiant qui disparut peu de temps après. Arrivé près de la planète l'équipage de l'Enterprise reçoit un message les dissuadant de s'en approcher. Fox ordonne au vaisseau d'entrer dans son orbite.
Le capitaine Kirk, Spock et quelques membres du vaisseau se téléportent sur la planète. Ils sont reçus par Mea 3 et Anan 7. Ce dernier leur dit qu'ils n'auraient pas dû venir. Il les informe qu'au moment de leur arrivée une bombe à fusion nucléaire est tombée sur eux et a tué plus d'un demi-million de personnes. Pourtant la ville est toujours en place. Anan 7 les informe que la planète d'Eminiar VII et sa voisine, celle de Vendikar, participent à une guerre simulée par ordinateur. Afin de protéger leur environnement et leur civilisation les deux planètes ont décidé que les dégâts seraient calculés informatiquement et les civils considérés comme étant des « victimes » auraient 24 heures pour se rendre dans une cabine de désintégration. La guerre dure ainsi depuis 500 ans sans qu'aucune des planètes n'ait rompu le traité.
Selon les ordinateurs, l'Enterprise a été touché lors d'une attaque et Anan 7 demande que le capitaine Kirk appelle son équipage pour que ceux-ci soient mis à mort. Kirk refuse et les membres de l'Enterprise présents sont mis aux arrêts. Anan 7 trafique la voix de Kirk et invite alors l'équipage resté dans le vaisseau à se poser sur la planète afin de participer à une fête diplomatique. L'ingénieur en chef Montgomery Scott alors chargé du vaisseau a des doutes quant à l'authenticité de cet ordre et parvient à découvrir que la voix de Kirk provient d'une machine. Méfiant, il demande à déployer le bouclier autour du vaisseau, repoussant ainsi une attaque venue d'Eminiar VII.
Anan 7 réussit toutefois à persuader Fox et son aide de camp à se téléporter sur la planète. Aussitôt apparus, ils sont emmenés par des gardes qui les dirigent vers une chambre de désintégration. Toutefois, Kirk, Spock et leurs compagnons sont parvenus à s'enfuir et sauvent Fox. Kirk parvient à appeler Scott et lui demande d'exécuter l'ordre général 24, obligeant l'Enterprise à attaquer la planète s'ils ne sont pas de retour avant deux heures. Kirk pousse Anan 7 à l'amener à la salle des ordinateurs où il détruit ceux-ci.
Le traité est rompu, les habitants de Vendikar et d'Eminiar VII vont alors devoir se battre avec de vraies armes. Kirk suggère qu'une meilleure solution serait de mettre fin à la guerre plutôt que d'en revenir là. Fox reste alors sur la planète pour mener les négociations de paix qui s'avèrent favorables. De retour sur l'Enterprise, Kirk explique qu'une non-intervention aurait été le pire choix possible : en détruisant le statu-quo dans laquelle les deux planètes étaient plongées il les a forcé à négocier.

## Autour de l'épisode
- Le personnage de Sulu n'apparaît pas dans cet épisode.
- Cet épisode fait pour la première fois mention de la Fédération Unie des Planètes. Jusqu'ici, celle-ci avait été évoquée sous le nom de Fédération dans l'épisode Arena.

## Production

### Écriture
Le synopsis de l'épisode fut proposé par le scénariste Robert Hamner le 12 septembre 1966 et fut fini le 9 novembre 1966. Comme toujours, le script fut réécrit par des membres de l'équipe de scénariste, en l'occurrence Steven W. Carabatsos, le 23 novembre 1966 puis Gene L. Coon jusqu'au 12 décembre 1966.

### Casting
L'acteur jouant le lieutenant Osbourne n'est pas crédité à la fin de l'épisode.

### Tournage
Le tournage eut lieu du 27 décembre 1966 au 4 janvier 1967 au studio de la compagnie Desilu Productions sur Gower Street à Hollywood sous la direction de Joseph Pevney À l'origine l'épisode devait être tourné en vingt-troisième position mais fut interchangé avec Les Derniers Tyrans, le script n'étant pas prêt à temps.
A l'occasion de cet épisode, une cité couverte fut créée afin de simuler l'extérieur de la planète Eminiar VII. C'est la dernière fois que ce genre de décors est construit pour la série et celui-ci sera réutilisé dans l'épisode Clin d'œil.

## Diffusions

### Diffusion aux États-Unis
L'épisode fut retransmis à la télévision pour la première fois le 23 février 1967 sur la chaîne NBC en tant que vingt-troisième épisode de la première saison.

### Diffusion au Royaume-Uni et au Québec
L'épisode fut diffusé au Royaume-Uni le 2 août 1969 sur BBC One.
En version francophone, l'épisode fut diffusé au Québec en 1971. 

### Diffusion en France
En France, l'épisode est diffusé le 20 juillet 1986 lors de la rediffusion de l'intégrale de Star Trek sur La Cinq.

## Réception critique
Dans un classement pour le site Hollywood.com, Christian Blauvelt place cet épisode à la 16e position sur les 79 épisodes de la série originelle, estimant que l'épisode pose la question de "jusqu'où est-on prêt à aller pour prévenir la guerre totale ?". Pour le site The A.V. Club, Zack Handlen donne à l'épisode la note de B+ trouvant que l'épisode est « un de ces épisodes de Star Trek allégorique au possible, avec un scénario improbable ». Il critique les prémisses de l'épisode qui est "trop inconsistant pour subvenir aux attentes de profondeur de l'épisode" mais il apprécie toutefois l'ambition des scénaristes.

## Adaptations littéraire
L'épisode fut adapté sous forme d'une nouvelle de James Blish dans le livre « Star Trek 2 », un recueil compilant différentes histoires de la série, et sortit en février 1968 aux éditions Bantam Books. En 1978, l'épisode connut aussi une adaptation en roman photo créé à partir des captures d'écran de l'épisode. En France, cette novélisation fut publiée en 1991 aux éditions Claude Lefrancq Editeur sous le nom de Un goût d'apocalypse dans le livre "Star Trek : Le duel" et traduit par Paul Couturiau.
L'épisode a connu aussi une suite en bande dessinée aux éditions DC Comics. Dans une histoire intitulée The Trial of James T. Kirk, écrite par Peter David, les pourparlers de paix ont finalement échoué, menant à une guerre nucléaire. Celle-ci va complètement détruire Vendikar et irradier un tiers de la planète Eminiar.

## Éditions commerciales
Aux États-Unis, l'épisode est disponible sous différents formats. En 1985, l'épisode est sorti en VHS et Betamax ainsi que dans une version LaserDisc contenant aussi Les Derniers Tyrans. L'épisode sortit en version remastérisée sous format DVD en 1999 et 200. L'épisode connut une version remasterisée sortie le 15 décembre 2007 : l'épisode connut de nombreux nouveaux effets spéciaux, les plans de l'Enterprise furent fait en image de synthèse ainsi que les plans de la planète Eminiar VII vue de l'espace. Cette version est comprise dans l'édition Blu-ray, diffusée en avril 2009.
En France, l'épisode fut disponible avec l'édition VHS de l'intégrale de la saison 1, sortie le 13 janvier 2000. L'édition DVD est sortie le 30 août 2004 et l'édition Blu-ray le 29 avril 2009.